# Il figlio (Hasenclever)
Der Sohn (Il figlio) è un dramma in cinque atti di Walter Hasenclever, autore tedesco della prima metà del '900. Apparso nel 1914, è considerato una delle opere più significative dell'espressionismo. Il pezzo descrive la maturazione interiore di un adolescente, mettendo in scena un conflitto generazionale che prende il via dalla sua vicenda personale, con la sua contrapposizione al padre, e si allarga poi a problema sociale che sfocia in una "rivolta contro i padri". Al termine, il dramma torna a concentrarsi sul piano privato.

## Trama

### I atto
Il figlio racconta al proprio istitutore di non aver passato l'esame di maturità. Non vorrebbe doverlo confessare al padre personalmente e lo prega di mandargli un telegramma. Attraverso questo primo dialogo viene alla luce la disperata situazione del figlio: non si sente amato né considerato adulto dal padre, estremamente severo. Gli è vietata praticamente qualunque distrazione; vorrebbe viaggiare, ma il padre pretende che almeno prima prenda la licenza superiore. Si intuisce che è quasi per rivolta, non per mancanza di capacità, che il figlio non è stato in grado di passare l'esame. L'istitutore tenta di tranquillizzarlo e se ne va, supponendo di essere stato licenziato dal padre.
Il figlio dispone il proprio suicidio, ma all'ultimo vi rinuncia, spaventato. È allora che viene a visitarlo l'amico: il figlio, felice, trova nuova voglia di vivere, mentre l'amico, al contrario, è deluso dalla vita: crede di aver già vissuto tutto e di non poter più trovare gioia in nulla. Appare la Signorina (la governante del figlio) per annunciare la cena. L'amico è affascinato dalla Signorina, e il figlio stesso per la prima volta sembra notare la sua bellezza.
L'amico se ne va e la Signorina ritorna con la cena. Il padre l'ha incaricata di riferirgli quotidianamente il comportamento del figlio e di non lasciarlo uscire di casa la sera. Ma lei ha compassione del figlio e si lascia convincere a dargli le chiavi di casa: i due si avvicinano, lui la bacia, ma lei rapidamente fugge via.

### II atto
La sera seguente, la Signorina confessa al figlio di sentirsene attratta; lui la prega di venire da lui quella notte e lei lo promette. Il figlio intende abbandonare il padre e fuggire con lei, ma lei non vuole seguirlo, perché non si fida del suo amore e ritiene che debba fare da solo i primi passi della sua nuova libertà.
Arriva il padre e inizia a rimproverare il figlio per l'esame di maturità. Gli annuncia che sarà ancora più severo e che gli proibirà i suoi libri e qualsiasi altra distrazione. Il figlio tenta di parlare col padre alla pari ma questi lo deride; poiché il figlio ha ancora vent'anni ed è quindi minorenne è totalmente dipendente da lui. Il figlio prega il padre di lasciargli abbandonare la scuola, che sente come un tormento del tutto inutile. Propone al padre una sorta di amicizia da pari a pari, al posto della relazione padre- figlio; il padre lo umilia con un ceffone, che lo fa però sentire moralmente superiore a lui.
A causa di un appassionato discorso del figlio sulla libertà e la vittoria della gioventù il padre, che di mestiere è medico, lo rinchiude nella sua stanza ritenendo che sia in delirio.
Appare l'amico dalla finestra, perché alla porta di casa è stato rifiutato, e comunica al figlio che tutto è pronto per la sua fuga: in giardino si nascondono i suoi aiutanti con dei revolver. Dopo la partenza dell'amico giunge la Signorina; il figlio le racconta le sue intenzioni e fugge dalla finestra

### III atto
L'amico conduce il figlio a un'assemblea di una società segreta, il "Club per il raggiungimento della felicità": prima del loro arrivo due membri del Club, Cherubim e Tuchmeyer, discutono della serata imminente, per la quale Cherubim ha preparato un discorso che dovrebbe istigare gli ascoltatori a una rivolta contro i padri e propagare fra loro uno sfrenato desiderio di edonismo. Appare il Principe Scheitel, figlio del Re in carica; si dichiara solidale con la rivolta che sta venendo progettata ma non vuole parteciparvi personalmente, a causa della sua posizione.
Con l'arrivo dell'amico, tra lui e Cherubim nasce una disputa tra due diverse concezioni del mondo, e si domandano chi possa rappresentare l'opinione dell'amico in un discorso. Giungono a un compromesso: sarà un terzo a dover parlare. L'amico introduce nella sala il "terzo", che ovviamente è il figlio, completamente affascinato dalla situazione, e gli ordina di raccontare agli uomini raccolti lì nella sala delle proprie sofferenze: mentre i suoi amici restano fuori dalla sala, origliando, il figlio invoca una rivoluzione dei figli contro i padri e la folla ne resta entusiasta, entrando in grande agitazione.

### IV atto
Il figlio si risveglia accanto ad Adrienne, una prostituta, in una stanza d'albergo: è del tutto inesperto in materia di sesso e la prega di "istruirlo" ancora un po'. Dopo la partenza della ragazza ricompare l'amico. Gli consiglia di non perdere tempo con Adrienne e di assumersi le sue responsabilità nella rivolta che hanno macchinato; gli confessa anche di averlo sfruttato, ritenendolo la persona adatta a far scatenare una sommossa. Ora lo incita a far seguire i fatti alle parole, ovvero a sparare a suo padre. L'amico stesso, del resto, ha rivelato al padre il nascondiglio del figlio e la polizia sta per raggiungerli, per cui non gli resta molto tempo per riflettere. Al pensiero di dover uccidere il proprio padre il figlio inizialmente entra nel panico, ma poi si decide per l'azione.
Entrano dei poliziotti, un Commissario ammanetta il figlio e lo porta via. Questi, ormai deciso, non si ribella. L'amico con questo vede concluso il suo compito al mondo, e si avvelena.

### V atto
Nello studio del padre il Commissario, che ha figli a sua volta, tenta di convincere il padre a riappacificarsi col figlio. Tenta di fargli capire che dovrebbe intendere il figlio come un dono: qualunque cosa possa aver fatto, non può odiarlo per sempre. Ma il padre persevera nella sua posizione autoritaria; ritiene completamente fallimentare qualunque mezzo al di fuori dell'"estrema severità". Siccome il figlio non riconosce più la sua autorità il padre, offeso, vuole ripudiarlo.
Il Commissario manda a chiamare il figlio, che per la prima volta gli si presenta consapevole della propria forza e trova il coraggio di guardarlo negli occhi. Non cerca più alcuna amicizia con lui, solo la rottura definitiva. Gli racconta dell'assemblea notturna e della rivolta, che presto raggiungerà e rovescerà anche il padre. Quest'ultimo gli risponde che non lo considera più suo figlio, che non vuole vederlo mai più e che fino al raggiungimento della maggiore età dovrà stare rinchiuso in un istituto, perché la società sia al sicuro da lui. Siccome il figlio sembra disposto a raggiungere il suo scopo con ogni mezzo, il padre spaventato tenta di chiamare la polizia. Il figlio lo minaccia con una pistola che già prima è stato più volte sul punto di estrarre. Dopo un attimo di sbalordimento, il padre viene colpito da un attacco di cuore: crolla a terra e muore.
Arriva la Signorina, si rende conto di quanto è accaduto e vorrebbe rimanere col figlio, ma lui riconosce di essersi ormai allontanato troppo da lei, e capisce di volere e dovere restare solo.

## Personaggi
A parte i tre membri del "Club per il raggiungimento della felicità" e la prostituta Adrienne, nessuno dei personaggi ha un nome. A Hasenclever interessava descrivere figure tipizzate che rappresentassero situazioni generali, non la storia di singole personalità.

### Il figlio
Il figlio, non avendo mai goduto della minima libertà ed essendo cresciuto molto isolato, è estremamente immaturo e inesperto. Fin dall'inizio avverte l'impulso alla libertà e ai piaceri della vita, ma inizialmente è ostacolato dalla mancanza di sicurezza, tanto che non ha la forza di infrangere il tipo rapporto che ha col padre. Nel corso della vicenda, soprattutto attraverso l'amore che si risveglia in lui per la Signorina, il dialogo con l'amico e il discorso al Club, si sviluppano in lui coraggio, indipendenza e orgoglio.

### L'amico
L'amico ha due anni più del figlio. Il suo atteggiamento nei confronti della vita oscilla tra il cinico e il morboso; crede fermamente nella necessità di una rivoluzione nei rapporti padre- figlio ma si sente troppo debole, troppo consumato per assumervi un ruolo di primo piano. Nel IV atto si dimostra un abile stratega e seduttore e soprattutto qui si manifesta il suo forte influsso sul figlio.

### Il padre
Il padre è un uomo di principi, duro e ostinato. Ciò che conta per lui sono il successo, l'adempimento del proprio dovere, la fedeltà e l'onore: uno dei motivi che cita per ripudiare suo figlio è che questi ha macchiato il suo nome. Non si lascia mai condurre dai propri sentimenti, ma ciò non significa che non ne abbia: quando nel II atto ritiene che il figlio sia malato è capace di mostrare compassione. Vorrebbe riuscire a tenere il figlio lontano da ogni pericolo e ogni corruzione, ma ciò che inizialmente può venire considerata una preoccupazione eccessiva sfocia alla fine in una vera e propria tirannia.

## Fonte
Walter Hasenclever: Der Sohn. Ein Drama in fünf Akten. Nachw. v. Michael Schulz. Stuttgart: Reclam 1994, ISBN 3-15-008978-6
| Controllo di autorità | GND (DE) 4449454-3 |